# Айсель Гурель
Айсель Гурель (тур. Aysel Gürel, 7 лютого 1929, Сарайкей, Денізлі, 17 лютого 2008, Стамбул) — турецька поетка-піснярка й акторка. Окрім своїх пісень, які виконували співаки по всій Туреччині, відома дивовижним одягом, макіяжем і перуками.

## Біографія
Айсель Гурель народилася 1929 року в Денізлі на заході Туреччини. Закінчила факультет літератури Стамбульського університету.
Її пісні виконували такі відомі турецькі співаки, як Сезен Аксу. Окрім написання віршів, Гурель також була акторкою і тюркологинею. 2007 року Гурель з'явилася в турецькій телевізійній рекламі для Пепсі.
У грудні 2007 року вона потрапила в Міську лікарню Флоренс Найтінгейл у Стамбулі, повідомлялося, що у неї рак легенів. Померла від хронічного бронхіту 17 лютого 2008 року у Стамбулі у віці 80 років. Гурель похована на цвинтарі Зінджірлікую після церемонії в мечеті Тешвікіє.
Дочки Гурель, Мюйде Ар та Мехтап Ар — акторки.

## Написані пісні
Айсель Гурель написала вірші дуже популярних пісень, які стали хітами і вважаються класикою в історії турецької музики:
- Allahaısmarladık (1977), Сезен Аксу
- Firuze (1982), Сезен Аксу (спільна робота)
- Sen Ağlama (1984), Сезен Аксу (спільна робота)
- Haydi Gel Benimle Ol (1984), Сезен Аксу
- Sevda (1985), Nükhet Duru
- Git (1986), Сезен Аксу (спільна робота)
- Ünzile (1986), Сезен Аксу
- Değer Mi (1986), Сезен Аксу
- Sarışın (1988), Сезен Аксу
- Dünya Tatlısı (1988), Zerrin Özer
- Hani Yeminin (1988), Zerrin Özer
- Bir Kız (1988), Ayşegül Aldinç
- Şekerim (1989), Gökben
- Resmin Yok Bende (1990), Ajda Pekkan
- Hadi Bakalım (1991), Сезен Аксу
- Ne Kavgam Bitti Ne Sevdam (1991), Сезен Аксу
- Gelmeyeceğim (1991), Ayşegül Aldinç
- Abone (1991), Yonca Evcimik
- Taksit Taksit (1991), Yonca Evcimik
- Ayıpsın (1991), Aşkın Nur Yengi (спільно із Сезен Аксу)
- Show Yapma (1992), Nilüfer
- Yine Yeni Yeniden Sev (1992), Nilüfer
- Hadi Yine İyisin (1993), Tayfun
- Yok (1993), Ajda Pekkan
- Vurulmuşum Sana (1994), Asya
- Of Aman (1994), Nalan
- Yasaksız Seviş Benimle (1994), Таркан
- Eğrisi Doğrusu (1994), Nilüfer
- Gölge Çiçeği (1997), Reyhan Karaca
- Vur Yüreğim (1999), Сертаб Еренер
- Aşk (1999), Sertab Erener
- Tılsım (2001), Burcu Güneş

## Триб'ют-альбоми
- Aysel'in (2013)